# Якава-Канг
Якава-Канг (также Яква-Канг, Торунгце) — гора в Гималаях, имеет высоту 6482 м, расположена в центральной части Непала в горном массиве Дамодар-Гимал.

## Перевал Торонг-Ла
К югу от Якава Канга возвышается ещё одна гора-шеститысячник — Катунг-Канг (6484 м). В седловине между Якава-Кангом и Катунг-Кангом на высоте 5416 м находится перевал Торонг-Ла. Тропа, проходящая через перевал, регулярно используется местными торговцами, а также любителями горного туризма — перевал является наивысшей точкой пешего туристского маршрута «Трек вокруг Аннапурны».

## Восхождения
По данным American Alpine Journal первое зарегистрированное восхождение на Якава-Канг совершено 7 ноября 2010 года — на вершину поднялись японский альпинист Хиденобу Цужи (Hidenobu Tsuji) и шерпы Дава Норбу (Dawa Norbu), Дава Церинг (Dawa Tshering) и Церинг Таши (Tshering Tashi). Неизвестно, являются ли участники этой экспедиции первыми покорителями вершины, так как история восхождений на Якава-Канг ранее не документировалась.